# Sibollus margaritatus
Sibollus margaritatus is een hooiwagen uit de familie Gonyleptidae.